# Francesco Spinucci
Francesco Spinucci (Chieti, 25 dicembre 1915 – Albania, 14 novembre 1940) è stato un militare italiano, ufficiale, medaglia d'oro al valor militare.

## Biografia
Nacque a Chieti il 25 dicembre 1915. Si iscrisse alla Facoltà di Economia dell'Università di Bologna. Università che gli concesse alla memoria la Laurea Honoris Causa in Economia e Commercio il 13 dicembre 1957. Unito con Vittoria Rossi diedero al mondo una figlia, Elsa Rossi, madre di 3 figli e nonna di 7 nipoti romani.

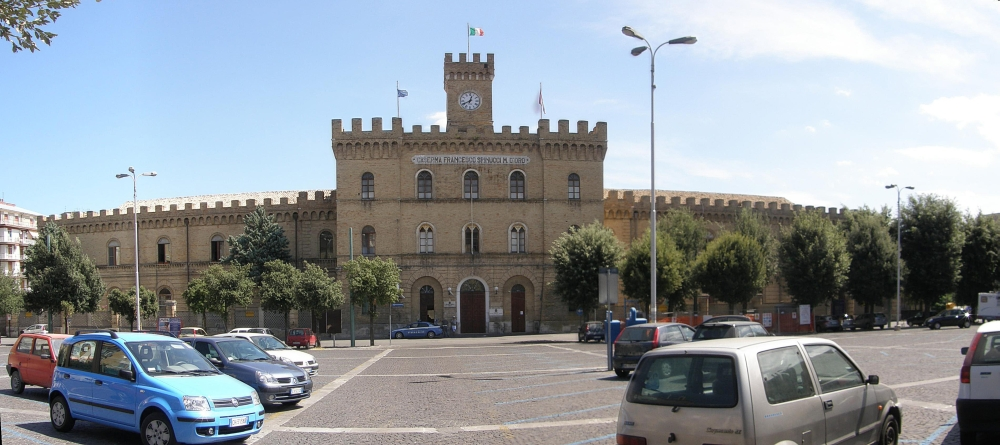
Chieti: piazza Garibaldi e Caserma "Tenente Francesco Spinucci", precedentemente intitolata a Vittorio Emanuele II

Durante la seconda guerra mondiale fu sottotenente di complemento del 50º reggimento di fanteria. Morì il 14 dicembre 1940 sul Fronte greco alla guida dei suoi soldati durante il contrattacco dell'Esercito greco. Fu insignito alla memoria della Medaglia d'oro al Valor Militare.
motivazione:
Comandante di un caposaldo, durante due giorni di aspri combattimenti, fronteggiava strenuamente reiterati attacchi di forze soverchianti, che contrattaccava e respingeva più volte con gravi perdite. Benché ferito e circondato, continuava con indomito coraggio a resistere, incitando i dipendenti alla lotta. Vista l’impossibilità di ogni ulteriore resistenza e perduta la speranza di ricevere rinforzi, alla testa dei superstiti, infiammati dal suo esempio e dalla sua parola incitatrice, si lanciava arditamente contro il nemico per aprirsi un varco a colpì di bombe a mano ed alla baionetta. Gravemente colpito una seconda volta, scagliava le ultime bombe sull’avversario, che, inferocito dalla mischia furibonda, lo abbatteva a pugnalate. Fulgido esempio di supremo attaccamento al dovere, di alte virtù combattive e di suprema dedizione alla Patria. Monte Meles (Fronte greco), 14-15 novembre 1940.
Al suo nome venne intitolata la Caserma sita in Piazza Garibaldi a Chieti che da 1967 al 2005 fu sede del Distretto Militare N. 9, e dal 2005 sede del Centro Documentale di Chieti dell'Esercito Italiano.